# Estação Roodebeek
Roodebeek é uma estação da linha 1 do Metro de Bruxelas.